# Barbula congoana
Barbula congoana är en bladmossart som beskrevs av Thériot 1930. Barbula congoana ingår i släktet neonmossor, och familjen Pottiaceae. Inga underarter finns listade i Catalogue of Life.